# Joelia Goloebtsjikova
Joelia Alexejevna Goloebtsjikova (Russisch: Юлия Алексеевна Голубчикова) (Moskou, 27 maart 1983) is een Russische atlete, die is gespecialiseerd in het polsstokhoogspringen. Zij nam eenmaal deel aan de Olympische Spelen en werd in 2009 Europees indoorkampioene.

## Loopbaan

### Eerste eremetaal
Haar eerste internationale succes boekte Goloebtsjikova in 2002 door een zilveren medaille te winnen bij de wereldkampioenschappen voor junioren in de Jamaicaanse hoofdstad Kingston. Met een hoogte van 4,30 m eindigde ze achter de Duitse Floé Kühnert (goud; 4,40) en voor haar landgenote Natalja Belinskaya (brons; 4,30).
Het jaar 2007 begon ze met het veroveren van zilver op de Europese indoorkampioenschappen in Birmingham. Later dat jaar werd ze zesde op de wereldkampioenschappen in Osaka. Dat jaar sprong ze ook meerdere malen haar PR-hoogte (outdoor) van 4,70. 

### Net buiten de olympische prijzen
In 2008 kwam Joelia Goloebtsjikova echter tot haar beste prestatie ooit. Bij de Olympische Spelen in Peking vormde ze samen met haar landgenotes Jelena Isinbajeva en Svetlana Feofanova een Russisch polshoogtrio. Het is dat de Amerikaanse Jennifer Stuczynski met haar 4,80 en een tweede plaats er een stokje voor stak, want anders had het erepodium na afloop van de finale louter en alleen uit Russische atletes bestaan. Goloebtsjikova viel nu als enige met een vierde plaats buiten de prijzen, maar met haar PR van 4,75, een hoogte die zij aan het begin van het jaar indoor ook al had gesprongen, voegde zij zich desondanks op de wereldranglijst in de top tien aller tijden, waar ze op een gedeelde veertiende plaats staat (peildatum juni 2013).

### Europees indoorkampioene
Dat die 4,75 geen toevalstreffer was geweest, bewees ze het volgende jaar. Want bij de EK indoor van 2009 in Turijn wist Goloebtsjikova maximaal te profiteren van de afwezigheid van haar illustere landgenotes Isinbajeva en Feofanova. Met opnieuw een sprong over 4,75 was ze te sterk voor de concurrentie. De Duitse Silke Spiegelburg zorgde voor een close finish door deze hoogte ook te halen, echter zij had eerder in de wedstrijd op de hoogte van 4,60 twee pogingen nodig had gehad tegen de Russische een.
Later dat jaar nam Goloebtsjikova deel aan de WK in Berlijn, waar zij zich met een sprong over 4,55 als eerste in haar kwalificatiepoule voor de finale plaatste. Hierin kwam zij niet meer in actie. Zodoende kon zij ook niet profiteren van de offday die haar landgenote Isinbajeva had, doordat deze haar aanvangshoogte miste.
Bij de Europese kampioenschappen van 2010 in Barcelona was Goloebtsjikova opnieuw present. Met een sprong van 4,55 kwam ze in de finale tot de zevende plaats.

## Titels
- Europees indoorkampioene polsstokhoogspringen - 2009
- Russisch indoorkampioene polsstokhoogspringen - 2005, 2007, 2009

## Persoonlijke records
| Onderdeel                      | Prestatie | Datum            | Plaats |
| ------------------------------ | --------- | ---------------- | ------ |
| polsstokhoogspringen (outdoor) | 4,75 m    | 18 augustus 2008 | Peking |
| polsstokhoogspringen (indoor)  | 4,75 m    | 13 februari 2008 | Peanía |

## Prestaties

### polsstokhoogspringen
Kampioenschappen
- 2002:  WJK - 4,30 m
- 2005: 9e Universiade - 4,00 m
- 2007:  EK indoor - 4,71 m
- 2007: 6e WK - 4,65 m
- 2007: 5e Wereldatletiekfinale - 4,60 m
- 2008: 4e OS - 4,75 m
- 2009:  EK indoor - 4,75 m
- 2009: DNS WK (1e in kwal. met 4,55 m)
- 2010: 7e EK - 4,55 m

Golden League-podiumplekken
- 2007:  Weltklasse Zürich – 4,65 m
- 2009:  Golden Gala – 4,70 m

Diamond League-podiumplekken
- 2010:  Prefontaine Classic – 4,48 m